# Vaglio Basilicata
Vaglio Basilicata község (comune) Olaszország Basilicata régiójában, Potenza megyében.

## Fekvése
A megye központi részén fekszik. Határai: Albano di Lucania, Brindisi Montagna, Cancellara, Pietragalla, Potenza, Tolve és Tricarico.

## Története
A település alapításának pontos ideje nem ismert. Az 1200-as években, az Anjouk trónrakerülésével a Nápolyi Királyságban elpusztították, majd lassan újra benépesült. A község területén találhatók az ókori peucetius település nyomai, az úgynevezett Serra di Vaglio. 

## Népessége
A népesség számának alakulása:

## Főbb látnivalói
- Madonna di Rossano-templom
- San Donato o Santa Maria di Nazaret-templom
- San Pietro Apostolo-templom